# Mảng Okhotsk

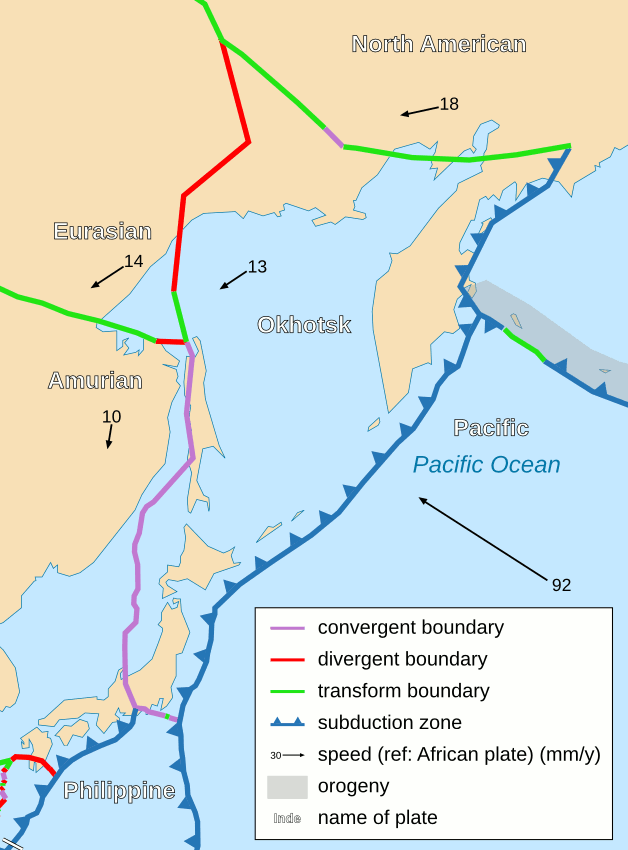
Bản đồ vị trí mảng Okhotsk

Mảng Okhotsk là một mảng kiến tạo bao phủ vùng biển Okhotsk, bán đảo Kamchatka, và miền Đông Nhật Bản. Trước đây nó từng được xem là một phần của mảng Bắc Mỹ, nhưng các nghiên cứu gần đây cho thấy nó là một mảng độc lập, có ranh giới phía bắc với mảng Bắc Mỹ. Ranh giới này thuộc kiểu đứt gãy trượt bằng trái, là đứt gãy Ulakhan. Ranh giới phía đông của nó là mảng Thái Bình Dương tại rãnh Kuril-Kamchatka và rãnh Nhật Bản, ranh giới phía nam của nó là mảng Philippines tại rãnh Nankai, ranh giới phía tây là mảng Á-Âu, và phía tây nam có thể là ranh giới với mảng Amur.
Ranh giới giữa mảng Okhotsk và mảng Amur có thể góp phần tạo ra các trận động đất mạnh ở biển Nhật Bản cũng như đảo Sakhalin, như MW7,1 (MS7,5 theo nhiều nguồn) trận động đất ngày 27 tháng 5 năm 1995 ở phía bắc Sakhalin. Trận động đất này đã phá hủy Neftegorsk, và thị trấn này đã không được xây dựng lại sau đó.
Ranh giới giữa mảng Okhotsk và mảng Thái Bình Dương là một đới hút chìm, tại đó mảng Thái Bình Dương bị hút chìm bên dưới mảng Okhotsk. Nhiều trận động đất mạnh đã xảy ra ở đới này như động đất Kamchatka 1737 (ước tính M9,0~9,3) và 1952 (M9,0). Các trận động đất lớn này cũng có thể xảy ra gần quần đảo Kuril như trận động đất ngày 15 tháng 11 năm 2006 với độ lớn M8,3, Hokkaido, với M8,3 ngày 26 tháng 9 năm 2003 và M9,0 động đất Sendai 2011 ngoài khơi bờ biển của Honshu.